# Ödenhof (Langenzenn)
Ödenhof (fränkisch: Ejdn-huhf) ist ein Gemeindeteil der Stadt Langenzenn im Landkreis Fürth (Mittelfranken, Bayern). Ödenhof liegt in der Gemarkung Keidenzell.

## Geographie
Nördlich der Einöde grenzt der Große Wald an. Ansonsten ist der Ort von Acker- und Grünland mit vereinzeltem Baumbestand umgeben. Ein Anliegerweg führt zur Kreisstraße FÜ 16 bei der Hammerschmiede (0,4 km südlich).

## Geschichte
Der Ort wurde 1535 erstmals urkundlich erwähnt. Der Ortsname verweist auf dessen abgeschiedene Lage.
Gegen Ende des 18. Jahrhunderts gehörte der Ödenhof zur Realgemeinde Keidenzell. Das Anwesen hatte das brandenburg-ansbachische Kastenamt Cadolzburg als Grundherrn. Unter der preußischen Verwaltung (1792–1806) des Fürstentums Ansbach erhielt der Ödenhof die Hausnummer 26 des Ortes Keidenzell.
Von 1797 bis 1808 unterstand der Ort dem Justiz- und Kammeramt Cadolzburg. Im Rahmen des Gemeindeedikts wurde Ödenhof dem 1808 gebildeten Steuerdistrikt Keidenzell und der im selben Jahr gebildeten Ruralgemeinde Keidenzell zugeordnet.
Am 1. Mai 1978 wurde Ödenhof im Zuge der Gebietsreform in Bayern nach Langenzenn eingegliedert.

## Einwohnerentwicklung
| Jahr      | 001818 | 001840 | 001861 | 001871 | 001885 | 001900 | 001925 | 001950 | 001961 | 001970 | 001987 |
| Einwohner | 9      | 12     | *      | 7      | 11     | 8      | 8      | 8      | 7      | 3      | 6      |
| Häuser    | 2      | 2      |        |        | 2      | 2      | 1      | 1      | 1      |        | 1      |
| Quelle    | [ 11 ] | [ 12 ] | [ 13 ] | [ 14 ] | [ 15 ] | [ 16 ] | [ 17 ] | [ 18 ] | [ 19 ] | [ 20 ] | [ 1 ]  |

## Religion
Der Ort ist seit der Reformation evangelisch-lutherisch geprägt und bis heute in die Trinitatiskirche (Langenzenn) gepfarrt. Die Einwohner römisch-katholischer Konfession waren ursprünglich nach St. Michael (Wilhermsdorf) gepfarrt, heute ist die Pfarrei St. Marien (Langenzenn) zuständig.